# Adenis Roberto de Oliveira
Adenis Roberto de Oliveira (ur. 8 lipca 1974 w Vargem Bonita) – brazylijski duchowny katolicki, biskup pomocniczy Kurytyby od 2024.

## Życiorys
Święcenia kapłańskie przyjął 15 września 2001 w zgromadzeniu Misjonarzy Sług Ubogich. 
28 lutego 2024 papież Franciszek mianował go biskupem pomocniczym archidiecezji Kurytyby oraz biskupem tytularnym Hermiana. Sakry udzielił mu 11 maja 2024 arcybiskup José Antônio Peruzzo.